# Pietro Sorri
Pietro Sorri (* 1556 in San Gusmè; † 1622 in Siena) war ein italienischer Maler.

## Leben

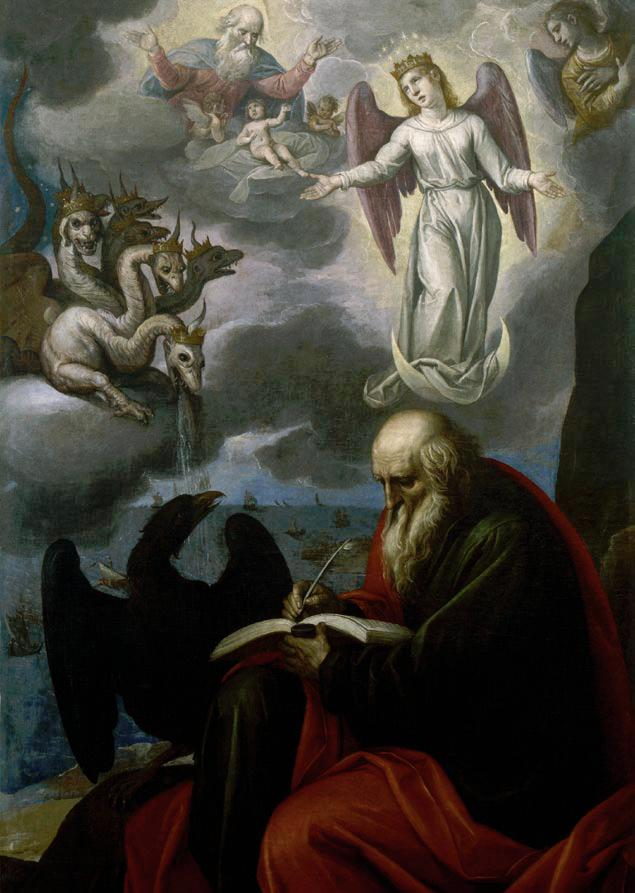
San Giovanni Evangelista, Valladolid, Convento de las Descalzas Reales

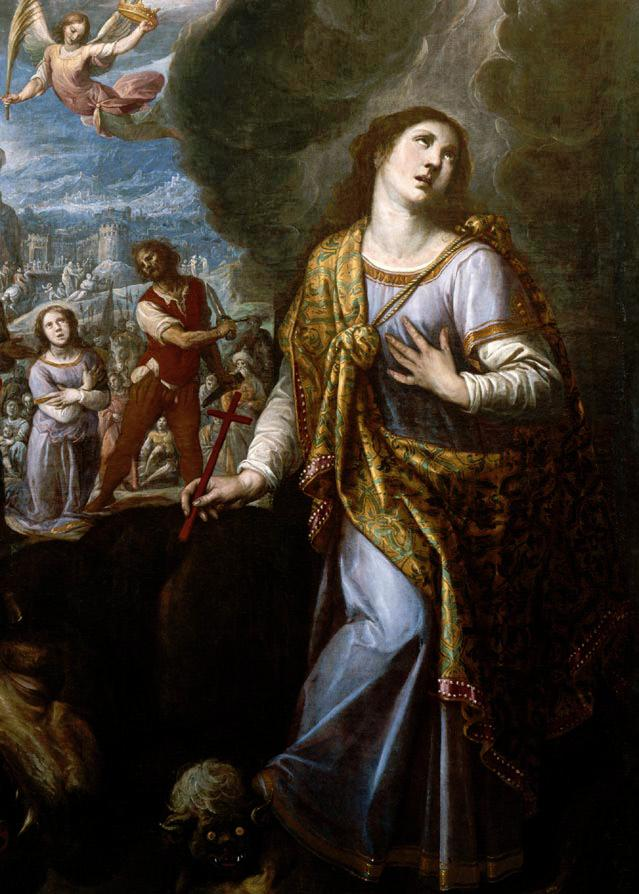
Santa Margarita, Valladolid, Convento de las Descalzas Reales

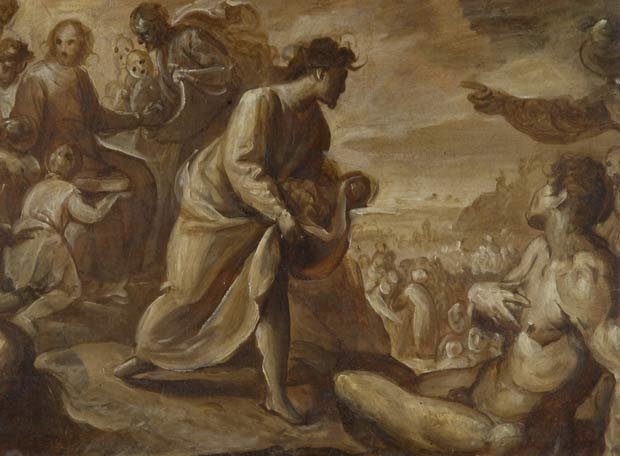
Moltiplicazione dei pani e dei pesci, Florenz, Uffizien

Die Malerei erlernte er zunächst bei Arcangelo Salimbeni in Siena. Später lernte er bei Domenico Cresti (auch Domenico Passignano bzw. Il Passignano genannt), dessen Tochter er später heiratete. Am Beginn seiner Karriere folgte er dem Stil des Manierismus, später speziell dem venezianischen Manierismus von Passignano, den Robustis (Tintoretti) und dem Paolo Veroneses. Die Tintoretti und Veronese lernte er bei seinem Aufenthalt in Venedig (1582 bis 1587) kennen. Zu den Hauptwerken seiner ersten Schaffensperiode in Siena gehört die Epifania im Dom von Siena (Altare dei Magi, 1588). Von 1592 bis 1595 war er in Lucca aktiv, wo er in zahlreichen Kirchen Fresken und Ölgemälde hinterließ. Zwischen 1595 und 1597 lebte er in Genua, wo Giovanni Carlone und Bernardo Strozzi zu seinen Schülern gehörten. Danach hielt er sich in Pavia auf, um mit Alessandro Casolani in der Certosa di Pavia Fresken zu gestalten. 1599 kehrte er nach Siena zurück, wo er weitere vier Jahre aktiv war. In dieser Zeit gehörte Astolfo Petrazzi seinen Schülern. Das Jahr 1603 verbrachte er in Pistoia, hier hinterließ er im Dom (San Zeno, zusammen mit seinem Schwiegervater Il Passignano) und in der Basilica della Madonna dell’Umiltà weitere Werke. Danach malte er in Florenz, wo er mit Ottavio Vannini (* 15. September 1585 in Florenz; † 1653 ebenda) die Capella Brunaccini der Basilica della Santissima Annunziata 1605 vervollständigte. In Florenz blieb er bis 1610. Seine Werke im Convento de las Descalzas Reales in Valladolid entstanden durch eine Schenkung von Cosimo II. de’ Medici an Spanien aus dieser Zeit. Von 1610 bis 1612 hielt er sich in Rom auf, danach kehrte er nach Siena zurück, wo er 1622 verstarb.

## Werke (Auswahl)
- Castelnuovo Berardenga, Ortsteil San Gusmè, Pieve dei Santi Cosma e Damiano: Annunciazione (zugeschrieben)
- Fivizzano, Chiesa dei Santi Jacopo e Antonio: Resurrezione di Lazzaro (Ölgemälde auf Leinwand)
- Florenz, Santissima Annunziata, Cappella del Cieco Nato (auch Capella Brunaccini genannt): Ölgemälde auf Leinwand
- Florenz, Uffizien: Moltiplicazione dei pani e dei pesci
- Genua, Chiesa di Nostra Signora del Carmine e Sant’Agnese: Morte di San Girolamo (Vierte Kapelle des rechten Seitenschiffs)
- Genua, Loggia dei Mercanti (auch Loggia dei Banchi): Madonna in trono col Bambino e i Santi Giovanni Battista e Giorgio (Fresko, um 1597 entstanden)
- Lucca, Chiesa della Santissima Trinità: Trinità (Fresko, 1595 entstanden)
- Lucca, Chiesa di San Pietro a Vico: Madonna con il Bambino e Santi
- Lucca, Kathedrale von Lucca: Assunzione
- Lucca, Basilika San Frediano: Martirio di Santa Faustina
- Montalcino, Chiesa di Sant’Agostino: Madonna
- Montalcino, Chiesa di Sant’Antonio abate: Morte di Sant’Antonio abate (1602 entstanden)
- Pavia, Certosa di Pavia: Fresken
- Pisa, Dom zu Pisa: Cristo fra i Dottori
- Pistoia, Basilica della Madonna dell’Umiltà: Adorazione dei Pastori (Ölgemälde auf Leinwand, 1603 entstanden[3])
- Pistoia, Cattedrale di San Zeno (Dom von Pistoia): Fresken mit Domenico Cresti (Il Passignano), 1603
- Poppi, Chiesa di San Fedele: Martirio di San Lorenzo
- Siena, Basilica di San Francesco (Siena), Gesù benedicente, la Vergine e i Santi Francesco e Andrea (1605 entstanden, linke Seite des Kirchenschiffs)
- Siena, Chiesa dei Santi Quirico e Giulitta:
  - Caduta di Gesù (Leinwandgemälde)
  - Coronazione di spine (Leinwandgemälde, um 1596 entstanden)
  - Gli Angeli Ribelli e i quattro Evangelisti (Fresko, um 1603 entstanden)
- Siena, Chiesa di San Donato: Incoronazione delle Spine
- Siena, Chiesa di San Martino: Sant’Antonio scopre il cadavere di San Paolo eremita und Miracoli di Sant’Antonio (beide 1591 entstanden)
- Siena, Chiesa di San Sebastiano: Flagellazione e Martirio di San Sebastiano (1614 entstanden)
- Siena, Chiesa di Sant’Agostino: Trinità e i Santi Ansano, Battista, Agostino, Girolamo, Caterina e Pietro (1600 entstanden)
- Siena, Ex-Convento e Chiesa di Santa Marta:
  - Gesù e la Veronica (rechter Altar, Leinwandgemälde, 1611 entstanden)
  - Fresken Vita di Santa Marta, ausgeführt von Pietro Sorri (1611–1615) und Sebastiano Folli (1615–1621)
- Siena, Dom von Siena: Epifania (Altare dei Magi, 1588 entstanden)
- Siena, Monastero di Sant’Eugenio im Ortsteil Costafabbri: Martirio di Santo Stefano
- Siena, Oratorio di Santa Caterina del Paradiso: Santa Caterina
- Siena, Palazzo Chigi-Saracini: Santa Caterina e Gesù (Sala Pergolesi, 1611 entstanden)
- Siena, Palazzo Pubblico: Sposalizio della Vergine (1611 entstanden)
- Siena, Palazzo Salimbeni: Cristo coronato di spine (Ölgemälde auf Leinwand, 1606 entstanden[4])
- Siena, Pinacoteca Nazionale:
  - Martirio di San Giacomo Minore (Saal 35)
  - Trinità, angeli e santi (Saal 33)
- Siena, Santa Maria della Scala, Sala di San Pio
  - Il Purgatorio (Leihgabe der Pinacoteca Nazionale di Siena, ursprünglich aus der Chiesa del Suffragio in Santa Maria Provenzano)
  - Pentecoste (Leihgabe der Pinacoteca Nazionale di Siena, 1608 entstanden)
- Siena, Santuario di Santa Caterina:
  - Santa Caterina libera una indemoniata (Oratorio della Cucina, Ölgemälde auf Leinwand, 1587 in Venedig entstanden)
  - Santa Caterina sceglie da Gesù la corona di spine al posto di quella d’oro (Oratorio della Cucina, 1606 bis 1608 entstanden)
- Valladolid, Convento de las Descalzas Reales:
  - San Giovanni Evangelista (Ölgemälde auf Leinwand, 1610 entstanden)
  - Santa Margarita (Ölgemälde auf Leinwand, 1610 entstanden)